# San Polo Matese
San Polo Matese est une commune italienne de la province de Campobasso, dans la région Molise.

## Film tourné à San Polo Matese
- 1952 : Il prezzo dell'onore de Ferdinando Baldi

## Administration
| Période                                  | Période | Identité | Étiquette | Qualité |
| ---------------------------------------- | ------- | -------- | --------- | ------- |
|                                          |         |          |           |         |
| Les données manquantes sont à compléter. |         |          |           |         |

### Communes limitrophes
Bojano, Campochiaro, Colle d'Anchise, San Gregorio Matese